# Фельден (Пегніц)
Фе́льден (нім. Velden) — місто в Німеччині, розташоване в землі Баварія. Підпорядковується адміністративному округу Середня Франконія. Входить до складу району Нюрнбергер-Ланд. Центр об'єднання громад Фельден.
Площа — 21,32 км2. Населення становить 1813 ос. (станом на 31 грудня 2020).